# Zweite Staffel
Die zweite Staffel (russisch второй эшелон) ist ein  Element der Gefechtsgliederung der Truppen. Sie umfasst die Truppen, die zur Verstärkung der Anstrengungen während eines Gefechtes bzw. einer Operation dienen. Dabei kann eine zweite Staffel auf taktischer, operativer und strategischer Ebene vorgesehen werden. Grundsätzlich umfasste die zweite Staffel nur einen kleinen Teil der verfügbaren Kräfte und Mittel. Eine derartige Gliederung der Truppen im Gefecht ist bzw. war in allen Armeen vorgesehen, jedoch wurde diese lediglich in der Sowjetarmee bzw. in nach deren Vorbild gegliederten und geführten Armeen ausdrücklich als zweite Staffel bezeichnet. In asymmetrischen Konflikten verliert die Gefechtsgliederung in Staffeln an Bedeutung.
Eine staffelweise Gliederung von Truppen findet sich bereits in der Antike. Die in der zweiten Linie aufgestellten Truppen hatten während der Schlacht den Stoß der Truppen der ersten Linie zu verstärken oder den durchgebrochenen Gegner aufzufangen. Auch im Mittelalter bzw. in der frühen Neuzeit war eine gestaffelte Aufstellung der Truppen üblich. Während des Ersten Weltkrieges wurde für den Durchbruch durch die gegnerische Verteidigung eine gestaffelte Gefechtsordnung aufgebaut, dabei bildeten Infanterieregimenter zwei bis drei Staffeln, Divisionen im Regelfall zwei Staffeln.
In der Roten Armee wurde die staffelweise Gliederung im Konzept der Tiefen Operation weiterentwickelt. Sie wurde als unverzichtbares Element der Gefechtsordnung angesehen und konnte bis zu einem Drittel der Kräfte und Mittel umfassen. Anwendung fand dieses Konzept auf Seiten der Roten Armee während des Zweiten Weltkrieges. Aufgabe der zweiten Staffel im Angriff war die Ausweitung des Angriffes in der Hauptstoßrichtung bzw. einer Angriffsrichtung, in der sich ein Erfolg abzeichnet, das Abweisen von Gegenangriffen und das Zerschlagen von Gruppierungen des Gegners, die einen Gegenangriff bzw. Angriff an Flanken und im Rücken führen. Bis zur Einführung in das Gefecht befand sich die zweite Staffel hinter den Truppen der ersten Staffel und folgte ihnen in Marschordnung bzw. entfaltet. In der Verteidigung bestand die Aufgabe der Truppen der zweiten Staffel in der Zerschlagung eines eingebrochenen Gegners in der Tiefe des Verteidigungsraumes. Die Truppen der zweiten Staffel bezogen dabei vorbereitete Stellungen in der Tiefe des Verteidigungsraumes oder wurden in Konzentrierungsräumen bereitgehalten. Eine weitere Aufgabe der Truppen der zweiten Staffel war die Ablösung der Truppen der ersten Staffel, wenn diese große Verluste hatten. Dabei konnte die zweite Staffel als Ganzes, aber auch in Teilen eingesetzt werden. Nach Ende des Zweiten Weltkrieges wurden diese Grundsätze von der Sowjetarmee bzw. in nach deren Vorbild gegliederten und geführten Armeen übernommen, jedoch ständig angepasst.
Die zweite Staffel auf strategischer Ebene wurde auch als Zweite strategische Staffel bezeichnet. So bestand beispielsweise während des Kalten Krieges die zweite strategische Staffel der Truppen des Warschauer Vertrages auf dem westeuropäischen Kriegsschauplatz aus dem größten Teil der polnischen Streitkräfte, den tschechoslowakischen Streitkräften in der Slowakei, dem weißrussischen, baltischen und dem Karpaten-Militärbezirk mit Ausnahme der Kräfte, die bereits der ersten Staffel oder der strategischen Reserve zugeordnet waren, dem Minsker und dem Kiewer Militärbezirk. Aufgabe der zweiten strategischen Staffel war die Ausweitung des Angriffes auf strategischer Ebene. So sollte die 2. Front, die aus Truppen des weißrussischen Militärbezirkes bestand, zur Verstärkung im Streifen Gießen-Frankfurt am Main zur Verstärkung der Wucht des Angriffes in das Gefecht eingeführt werden.
Auf operativer Ebene umfasste die erste Staffel etwa 40 Prozent der Kräfte und Mittel. Die strategische Gruppierung der Vereinigten Streitkräfte in der Westrichtung umfasste eine erste und eine zweite operative Staffel, die jeweils aus mehreren Fronten bestand. Diese Fronten wiederum wurden ebenfalls in Staffeln untergliedert. So wurde beispielsweise die Küstenfront der Truppen des Warschauer Vertrages auf dem westlichen Kriegsschauplatz in zwei Staffeln und einen Luftlandeverband gegliedert. Die erste Staffel der Front umfasste dabei die 1. und 2. Armee, die zweite Staffel die 4. Armee.
Auf taktischer Ebene umfasste die zweite Staffel im Regelfall 30–10 Prozent der Kräfte und Mittel. Die zweite Staffel der 5. Armee wurde beispielsweise aus der 9. Panzerdivision gebildet, während die erste Staffel der Armee vier motorisierte Schützendivisionen und zwei selbstständigen Panzerregimenter der Sowjetarmee umfasste. Die Divisionen der ersten Staffel der Armee wurden wiederum in zwei Staffeln unterteilt, wobei die erste Staffel jeweils aus den motorisierten Schützenregimentern, die zweite Staffel aus den Panzerregimentern bestand.